# Измитско земетресение
Измитското земетресение засяга Северозападна Турция на 17 август 1999 г.
Земетресението е с магнитуд 7,5 и продължава 45 секунди. Епицентърът му е в Измитския залив в Мраморно море. По официални данни жертвите на земетресението са около 17 000 души, но според някои оценки достигат 35 000 души.
Материалните щети се оценяват на около 10 млрд. щатски долара. Унищожени са около 100 хиляди жилища. Земетресението предизвиква пожар в голяма нефтена рафинерия в Измит, както и изтичане на нефт от нея в Мраморно море, което довежда до сериозно замърсяване на водите.
Измитското земетресение е последвано през ноември от нови силни трусове в района, които също нанасят значителни щети.